# オムコーイ郡
座標: 北緯17度48分4秒 東経98度21分31秒 / 北緯17.80111度 東経98.35861度
オムコーイ郡（オムコーイぐん）はタイ北部・チエンマイ県にある郡（アムプー）である。

## 名称
オムコーイとはラワ語のアムコーイの訛りで「水源」を意味する。

## 歴史
元々はラワ族の居住地であったがタイ族の入植に従いタイ族が多数を占めるようになったと考えられている。
1442年、タイ族のパヤー・チャーンプアックとパヤー・ルークの兄弟がこの地域へ入植しムアン・タンブリーと呼ばれる町を建設した。1605年、プラ・アティットトラーがワット・チョームチェーンに仏塔を建設。後に、1756年、タンブリーの国主、パヤー・アナンタラートが仏舎利をこの仏塔へ納めた。
郡は元々ホート郡の一部であった。1929年4月19日ホート郡からタムボン・オムコーイ、タムボン・ヤーンピエン、タムボン・メートゥーンがホート郡から分離して、オムコーイ分郡（キンアムプー）が成立した。。分郡は1958年7月23日に郡（アムプー）へ昇格した

## 地理
郡はトゥーン川上流にあり、南に向かうほど高度が低くなっている。郡は東西と北を山に囲まれている。
国道1099号線が南北に郡内を走っており北にホート方面、南に、サームガオ郡西部の僻地とつながっている。

## 経済
郡の主な産業は農業である。主な生産品はコメ、キャベツ、トマト、トウガラシなどである。

## 行政区分
郡は6のタムボンに分かれ、さらにその下位に95の村（ムーバーン）がある。自治体（テーサバーン）があり以下のようになっている。
- テーサバーンタムボン・オムコーイ・・・タムボン・オムコーイの一部。

また郡内には6つのタムボン行政体（オンカーンボーリハーンスワンタムボン）がある。
1. タムボン・オムコーイ・・・ตำบลอมก๋อย
2. タムボン・ヤーンピエン・・・ตำบลยางเปียง
3. タムボン・メートゥーン・・・ตำบลแม่ตื่น
4. タムボン・モンチョーン・・・ตำบลม่อนจอง
5. タムボン・ソップコーン・・・ตำบลสบโขง
6. タムボン・ナーキエン・・・ตำบลนาเกียน